# Matisia longipes
Matisia longipes là một loài thực vật có hoa trong họ Cẩm quỳ. Loài này được Little mô tả khoa học đầu tiên năm 1969.